# Chissay-en-Touraine
Chissay-en-Touraine är en kommun i departementet Loir-et-Cher i regionen Centre-Val de Loire i de centrala delarna av Frankrike. Kommunen ligger i kantonen Montrichard som tillhör arrondissementet Blois. År 2022 hade Chissay-en-Touraine 1 076 invånare.

## Befolkningsutveckling
Antalet invånare i kommunen Chissay-en-Touraine
| Referens: INSEE |